# 和迩インターチェンジ
和迩インターチェンジ（わにインターチェンジ）は、滋賀県大津市和邇中にある国道161号琵琶湖西縦貫道路（湖西道路）のインターチェンジである。
周辺の地区名（旧滋賀郡和邇村）や西日本旅客鉄道（JR西日本）の駅（和邇駅）の漢字表記には「邇」が用いられるが、当IC名には略字の「迩」が採用されている。

## 概要
1986年（昭和61年）6月25日に湖西道路の大津市仰木町 - 志賀町荒川間が開通した際に設置されたインターチェンジである。
湖西道路は開通時には日本道路公団が管理する一般有料道路であり、当インターチェンジには本線料金所が設置されていた。しかし、料金の高さから利用が低迷し、合併推進債なども活用して地元自治体も負担する形で無料化をすることになった。2005年（平成17年）に日本道路公団が国に売却して直轄国道になり、同年8月1日から渋滞緩和や沿線の観光振興などの効果を期待して無料化され、当インターチェンジに設置の料金所は2006年（平成18年）2月20日から撤去工事が行われた。
また、開通時から京都方面のみのハーフインターチェンジとして供用されていたが、フルインターチェンジ化されることが2007年（平成19年）1月に決定され、2009年（平成21年）3月30日にフルインターチェンジでの供用を開始した。
2015年（平成27年）8月4日には道の駅「妹子の郷」が京都方面の出入口に併設する形で開業した（後述）。
なお、当インターチェンジにはタイヤチェーン着脱場も併設されている。京都方面のタイヤチェーン着脱場は道の駅に代替される形で廃止されたが、敦賀方面のタイヤチェーン着脱場は道の駅完成後も残っており、道の駅オープンと同じ頃に公衆トイレも設置された。

## 道路
- 湖西道路 - 琵琶湖西縦貫道路の一部となっている。

## 接続する道路
- 滋賀県道311号途中志賀線

## 道の駅
道の駅妹子の郷（みちのえき いもこのさと）は、滋賀県大津市和邇中にある国道161号・琵琶湖西縦貫道路（湖西道路）の道の駅である。
湖西道路の和迩インターチェンジ（京都方面出入口）に併設されている。湖西道路区間では初めて開設された道の駅であるほか、同区間で唯一の休憩施設である。2015年（平成27年）8月4日に開業した。
駅名は、小野妹子の出身地（小野地区）が近くにあることから命名された。

### 施設
- 駐車場
  - 普通車：87台[12]
  - 大型車：28台[12][14]
  - 身障者用：4台[12][14]
- トイレ
  - 男性用：10器
  - 女性用：10器
  - 身障者用：2器
- 情報提供施設（9:00 - 18:00）[14]
- 地域振興施設
  - 特産品販売所（9:00 - 18:00）[12][14]
  - レストラン（9:00 - 18:00）[12][14]
  - コンビニエンスストア（ローソン、6:00 - 23:00）[12] - かつては24時間営業となっていたが[10]、営業時間を変更している。

### 管理団体
- 設置者：大津市[16]
- 指定管理者：大津志賀地域振興観光株式会社[12][17]

### 休館日
- 年始（そのほか臨時休館日あり）[14]

## 周辺
- 大津赤十字志賀病院

## 隣
琵琶湖西縦貫道路（湖西道路）
志賀IC - 和迩IC - 真野IC